# Litophyton fulvum
Litophyton fulvum är en korallart som beskrevs av Forskal 1775. Litophyton fulvum ingår i släktet Litophyton och familjen Nephtheidae. Inga underarter finns listade i Catalogue of Life.